# Vejstrup Sogn (Kolding Kommune)
 For alternative betydninger, se Vejstrup Sogn. (Se også artikler, som begynder med Vejstrup Sogn)
Vejstrup Sogn er et sogn i Kolding Provsti (Haderslev Stift).
I 1800-tallet var Vejstrup Sogn et selvstændigt pastorat. Det hørte til Nørre Tyrstrup Herred i Vejle Amt. Vejstrup sognekommune blev ved kommunalreformen i 1970 indlemmet i Christiansfeld Kommune, hvis nordlige del inkl. Vejstrup indgik i Kolding Kommune ved strukturreformen i 2007.
I Vejstrup Sogn ligger Vejstrup Kirke.
I Vejstrup Sogn findes følgende autoriserede stednavne:
- Grønninghoved (bebyggelse, ejerlav)
- Grønninghoved Strand (bebyggelse)
- Grønninghoved Strandskov (areal)
- Grønninghoved Søndermark (bebyggelse)
- Højsmose (bebyggelse)
- Kurkmark (bebyggelse)
- Sjølund (bebyggelse, ejerlav)
- Skamling (bebyggelse)
- Skamlingsbanken (areal)
- Stangmoseled (bebyggelse)
- Vejstruprød (bebyggelse, ejerlav)
- Vejstrupskov (bebyggelse)
- Vesterslette (bebyggelse)